# Свети Илия (Акрън)
„Свети Илия“ (на английски: Saint Elia Orthodox Church) е православна църква в град Акрън, Охайо, Съединенитe американски щати. Църквата е подчинена на Българската Толидска епархия на Православната църква в Америка.

## Местоположение
Църквата е разположена в северозападната част на града, на „Уес Уилбет Роуд“ № 64.

## История
Църквата е основана от български емигранти от Македония в началото на XX век. Първоначалното име е „Покров Богородичен“ или просто „Света Богородица“. В 1918 година „Американский православный вестник“ споменава енорията като принадлежаща към Северноамериканската епархия на Руската православна църква, която по-късно се превръща в Православната църква в Америка. „Покров Богородичен“ е била разположена на „Уест Саут Стрийт“ № 74. Местната македонска българска емиграция се организира под ръководството на местния клон на Македонска патриотична организация „Пелистер“.
Сегашната сграда на църквата е построена в 1939 година като Македонски дом от местната Македонска патриотична организация „Пелистер“, за да обслужва религиозните и социалните нужди на българската общност. През октомври 1946 година църквата е официално регистрирана като Македоно-българска източно-православна църква „Свети Илия“ (St. Ilia Macedono-Bulgarian Eastern Orthodox Church). Горната зала на Македонския дом е превърната в постоянна църква, в която е монтиран иконостасът от „Покров Богородичен“.
На 2 юли 1950 година управляващият Американската епархия на Българската православна църква епископ Андрей Велички ръкополага в „Сретение Господне“ в Акрън първия енорийски свещеник на храма отец Георги Неделков. Отец Неделков е заместен от отец Личко, който служи в 1953-1956 година. В 1957 година общината привлича отец Христо Б. Христов от Канада, който служи в енорията до 1959 година, когато при конфликтите в емигрантския църковен живот взима страната на владиката Андрей и основава църквата „Свети Тома“ във Феърлон. Енорията, недоволна от решението на епископ Андрей да се върне на подчинение на Българската православна църква, обвинявана в слугинство на комунистическия режим, напуска Американската епархия и начело с архимандрит Кирил Йончев се присъединява към Руската православна църква зад граница.
На 25 юли 1958 година настоятелите на църквата купуват имота на „Ийст Ралстън Авеню“ № 19 за $16,500 00. В 1959-1962 година енорията се обслужва от отците Бабенко, Дзяма, починал в 1969 година, и Ефименко. През годините 1950-1964 година, докато архиепископ Кирил, е ректор на енорията „Свети Георги“ в Толидо, Охайо, той идва мнокогкратно да служи в Акрън. През 1962 година пристига от Цариград отец Борислав Краев, който служи в енорията до смъртта си на 8 ноември 1981 година. През това време са преустроени части от интериора на църквата и залата. Външността на църквата е оформена в сегашния си тухлен вид със сводести прозорци, камбанария с електрифицирана камбана и купол. За целта е осигурен заем, който е изцяло изплатен през септември 1993 година. Ипотеката на Енорийския дом е изплатена изцяло на 30 март 1978 година.
След смъртта на отец Краев енорията е без постоянен настоятел повече от година и половина. Отец Стефан Митов служи литургиите в неделя сутрин, а нуждите на енорията се обслужват и от архиепископ Кирил и от отец Мирон Зудер от Карпато-руската православна църква „Света Богородица“ в Акрън. На 30 май 1983 година пристига като енорийски свещеник отец Дон Антъни Фройд.
Нов иконостас, заедно с проскинитарии по страничните стени, са изградени и монтирани през 1995 година. Резбите на царските двери на оригиналния иконостас от „Света Богородица“ са поставени в нови рамки и сега служат като царски двери на новия иконостас. Поставени са нови икони върху новия иконостас в 1996 година.